# Eugenia Quevedo
María Eugenia Quevedo (San Luis, Provincia de San Luis, Argentina; 5 de febrero de 1992) es una cantante argentina del género cuarteto. Es integrante y voz femenina de la agrupación cordobesa La Banda De Carlitos y Euge Quevedo

## Biografía
Quevedo nació el 5 de febrero de 1992 en la ciudad de San Luis en la provincia homónima, Argentina. Se crio en la Provincia de Córdoba. Desde el jardín de infantes comenzó a cantar con su padre, quien la fue animando e instruyendo.
Estudió primaria en el colegio Estanislao del Campo. Hasta los 8 años, aunque le encantaba actuar nadie de su colegio sabía que ella cantaba, finalmente cantó en un acto organizado por la institución después de comentárselo a su maestra.

## Carrera
Su primera actuación en televisión fue en el programa El cantorcito en el canal 12, donde llegó hasta la final.

## Discografía
- Mi sueño (2014) - LEADER MUSIC
- No Ha Sido Fácil (2016) - Eugenia Quevedo
- Mi Corazón Es Para Vos (2017) - Eugenia Quevedo
- No Te Confundas (2018)

## Premios

### Premio Carlos Gardel
- 2015: Mejor álbum artista femenina tropical por Mi sueño - Nominada[4]

- 2017: Mejor álbum artista femenina tropical por No Ha Sido Fácil - Nominada[5]

- 2017: Mejor álbum nuevo artista tropical por No Ha Sido Fácil - Ganadora[6]